# Karl Giesebrecht
Karl Giesebrecht, auch Carl G. (* 9. Juni 1782 in Mirow; † 20. September 1832 in Berlin; vollständiger Name: Karl Heinrich Ludwig Giesebrecht) war ein deutscher Dichter und Professor.

## Leben
Karl Giesebrecht war drittes Kind und der älteste Sohn des Mirower Pastors Benjamin Giesebrecht (1741–1826) und dessen Ehefrau Eleonore Leithäuser. Der Dichter und Historiker Ludwig Giesebrecht (1792–1873) war sein jüngerer Bruder.
Karl Giesebrecht kam 1796 an das Joachimsthalsche Gymnasium in Berlin. Vom Rektor Meierotto an Friedrich August Wolf empfohlen, ging Giesebrecht im Jahr 1800 zu theologischen und philologischen Studien nach Halle. Auf Wolfs Empfehlung kam er 1802 zu Friedrich Gedike an das Seminar für gelehrte Schulen in Berlin. 1805 wurde Giesebrecht Professor der griechischen Sprache am Pädagogium in Bremen, wo er auch am Lyzeum unterrichtete.
1812 wurde er als Professor an das Graue Kloster in Berlin berufen. Er heiratete die Tochter Friederike (1794–1830) des preußischen Landbaumeisters und Magistratsrats Friedrich Keferstein (1752–1805).
Dr. phil. Giesebrecht war befreundet mit Gustav Köpke, Johann August Zeune, Fouqué und Pischon. Politisch und kirchlich stand er Schleiermacher nahe.
Nach dem Tod seiner Frau veröffentlichte er seine Liebeslieder (Berlinische Blätter, Bd. XII). Kurze Zeit später starb er auch. Sein Freund Köpke schrieb einen Nekrolog auf ihn, sein Sohn Wilhelm verfasste später den Beitrag über seinen Vater in der Allgemeinen Deutschen Biographie.
Seine Tochter Clara Christiane (1819–1893) heiratete 1852 Friedrich Meinhof und war Urgroßmutter von Ulrike Meinhof.